# فرودگاه چانگی سنگاپور
فرودگاه چانگی سنگاپور (به انگلیسی: Singapore Changi Airport) (به زبان بومی: Lapangan Terbang Antarabangsa Changi Singapura) یک فرودگاه همگانی و نظامی مسافربری با کد یاتا SIN است که یک باند فرود آسفالت دارد و طول باند آن ۴۰۰۰ متر است. این فرودگاه در کشور سنگاپور قرار دارد و در ارتفاع ۷ متری از سطح دریا واقع شده‌است. این فرودگاه در رده‌بندی جهانی فرودگاه‌های جهان در رتبه اول قرار گرفته‌است.

## شرکت‌های هواپیمایی و مقصدهای پروازی

### مسافری
| شرکت‌های هواپیمایی                          | مقصدهای پروازی |
| ------------------------------------------ | --- |
| ایرآسیا                                    | کوتا کینابالو، کوالالامپور، کوچینگ، لانگکاوی، میری، پنانگ |
| ایر چاینا                                  | پکن، چنگدو شوانگلیو |
| ایر فرانس                                  | شارل دوگل پاریس |
| ایر ایندیا                                 | چنای، ایندیرا گاندی، چاتراپاتی شیواجی |
| ایر ایندیا اکسپرس                          | چنای، ایندیرا گاندی (آغاز از ۱۵ سپتامبر ۲۰۱۷)، نتاجی سبهاش چندر بوس، مادوری (آغاز از ۱۵ سپتامبر ۲۰۱۷)، تیروچیراپالی |
| ایر موریشوس                                | سر سیوساگور رامگولام |
| ایر نیوزیلند                               | اوکلند |
| ایر نیوگینی                                | جکسنز |
| آل نیپون ایرویز                            | هانه‌دا، ناریتا |
| آسیانا ایرلاینز                            | اینچئون |
| بانکوک ایرویز                              | سووارنابومی، ساموی |
| باتیک ایر                                  | سوئکارنو-هتا |
| بیمان بنگلادش ایرلاینز                     | شاه‌جلال |
| بریتیش ایرویز                              | هیترو لندن، سیدنی |
| کاتای پاسیفیک                              | سووارنابومی، هنگ کنگ |
| سبو پسیفیک                                 | مکتان-کبو، کلارک، فرانسیسکو بنگویی، نینوی آکوئینو |
| چاینا ایرلاینز                             | گاوشیونگ، جواندا، تائویوان تایوان |
| هواپیمایی شرقی چین                         | هانگجو ژیاشان (آغاز از ۲۵ اوت ۲۰۱۷), کونمینگ چانگشوی، نانجینگ لوکو (پایان در ۱ سپتامبر ۲۰۱۷)، کوانژو جینجیانگ (آغاز از ۲۵ اوت ۲۰۱۷)، شانگهای پودنگ |
| هواپیمایی جنوبی چین                        | بایون گوآنگجو، شنینگ تخین |
| دلتا ایرلاینز                              | ناریتا |
| دروک ایر                                   | نتاجی سبهاش چندر بوس، پارو |
| هواپیمایی امارات                           | بریزبن، باندرانیکی، دوبی، ملبورن |
| هواپیمایی اتیوپی                           | بوول، کوالالامپور |
| هواپیمایی اتحاد                            | ابوظبی |
| اوا ایر                                    | تائویوان تایوان |
| فیجی ایرویز                                | نادی |
| فن‌ایر                                      | هلسینکی |
| Firefly                                    | سلطان ازلان شاه، سلطان عبدالعزیز شاه، سلطان حاجی احمد شاه |
| گارودا ایندونزیا                           | اسخیپول آمستردام، هیترو لندن, انگوراه رای، سوئکارنو-هتا، کوالا نامو، جواندا |
| ایندی‌گو                                    | بنگالورو، چنای |
| ایرآسیای اندونزی                           | حسین ساسترانگارا، انگوراه رای، سوئکارنو-هتا، اچماد یانی، ادیسوسیپتو |
| خطوط هوایی ژاپن                            | هانه‌دا، ناریتا |
| جت‌استار                                    | انگوراه رای، ملبورن، پرث |
| Jetstar Asia Airways                       | سووارنابومی، کلارک (آغاز از ۲۸ نوامبر ۲۰۱۷)، دا نانگ، داروین، انگوراه رای، لانگ‌دونگ‌بائو گوئی‌یانگ، هایکو میلان، هت یای (آغاز از ۳ نوامبر ۲۰۱۷)، تان سون نهات، هنگ کنگ، سوئکارنو-هتا، کوالالامپور، نینوی آکوئینو، کوالا نامو، ناها (آغاز از ۱۷ نوامبر ۲۰۱۷)، کانزای، سلطان محمود بدرالدین دوم، سلطان سیاریف قسیم دوم، پنانگ، پرث، پنوم‌پن، پوکت، سانیا فونیکس، جییانگوشان، سیم ریپ، جواندا، تائویوان تایوان، یانگون |
| Jetstar Pacific Airlines                   | تان سون نهات |
| کاال‌ام                                     | اسخیپول آمستردام، انگوراه رای |
| کورین ایر                                  | اینچئون |
| Lao Airlines                               | لوآنگ پرابانگ، واتایی (برقراری مجدد هردو از ۲۹ اکتبر ۲۰۱۷) |
| لاین ایر                                   | سوئکارنو-هتا |
| لوفت‌هانزا                                  | فرانکفورت، مونیخ (برقراری مجدد از ۲۷ مارس ۲۰۱۸) |
| مالزی ایرلاینز                             | کوالالامپور، کوچینگ، میری |
| مالیندو ایر                                | کوالالامپور، پنانگ |
| میانمار ایرویز اینترنشنال                  | یانگون |
| Myanmar National Airlines                  | یانگون |
| نروجین ایر شاتل اجرا توسط Norwegian Air UK | گاتویک (آغاز از ۲۸ سپتامبر ۲۰۱۷) |
| فیلیپین ایرلاینز                           | مکتان-کبو، نینوی آکوئینو |
| ایراژیا فیلیپینز                           | مکتان-کبو |
| کانتاس                                     | بریزبن، ملبورن، پرث، سیدنی |
| هواپیمایی قطر                              | حمد |
| Regent Airways                             | شاه‌جلال |
| رویال برونئی                               | برونئی |
| هواپیمایی سعودی                            | ملک عبدالعزیز |
| Scoot                                      | سری گرو رام داس جی، آتن، بنگالورو، دن موئنگ، سووارنابومی، مکتان-کبو، چنای، چیانگ مای، کلارک، دالیان ژووشویزی، انگوراه رای، شاه‌جلال، گولد کوست، بایون گوآنگجو، هایکو میلان، هانگجو ژیاشان، نوا به، هت یای، تان سون نهات، هنگ کنگ، راجیو گاندی، سلطان ازلان شاه، جایپور، سوئکارنو-هتا، ملک عبدالعزیز، جینان یاکیانگ، کالیبو، گاوشیونگ، کوچی، کرابی، کوالالامپور، سلطان حاجی احمد شاه (آغاز از ۲ فوریه ۲۰۱۸), کوچینگ (آغاز از ۲۹ اکتبر ۲۰۱۷), لانگکاوی، اماوسی، ماکائو، ابراهیم نصیر، نینوی آکوئینو، ملبورن، نانجینگ لوکو، نانینگ ووژو، نینگبو لیشه، کانزای، سلطان محمود بدرالدین دوم (آغاز از ۲۳ نوامبر ۲۰۱۷), پنانگ، پرث، پوکت، کینگدائو لیوتینگ، کوانژو جینجیانگ، نیو چیتوز، اینچئون، شنینگ تخین، شنژن بن، جواندا، سیدنی، تائویوان تایوان، تیانجین بینهای، تیروچیراپالی، ناریتا، سانن شوفانگ، شی‌آن شیان‌یانگ، یانگون، ژنگژو سین‌ژنگ |
| شنژن ایرلاینز                              | بایون گوآنگجو، شنژن بن |
| سیچوان ایرلاینز                            | چنگدو شوانگلیو |
| سیلک‌ایر                                    | سلطان آجی محمد سلیمان، حسین ساسترانگارا، بنگالورو، کنز، مکتان-کبو، چانگشا هوانگهوا، چنگدو شوانگلیو، چنای، چیانگ مای، چنگچینگ ییانگبی، کویمباتور، باندرانیکی، دا نانگ، داروین، فرانسیسکو بنگویی، انگوراه رای، فوژو چنگل، نوا به، هیروشیما (آغاز از ۳۰ اکتبر ۲۰۱۷)، راجیو گاندی، کالیبو، تریبهوان، کوچین، ساموی، نتاجی سبهاش چندر بوس، کوتا کینابالو، کوالالامپور، کوچینگ (پایان در ۲۸ اکتبر ۲۰۱۷), کونمینگ چانگشوی، لانگکاوی، لومبک، لوآنگ پرابانگ، سلطان حسن‌الدین، ابراهیم نصیر، سام رتولنگی، ماندالای، کوالا نامو، سلطان محمود بدرالدین دوم (پایان در ۲۲ نوامبر ۲۰۱۷), سلطان سیاریف قسیم دوم، پنانگ، پنوم‌پن، پوکت، اچماد یانی، شنژن بن، سیم ریپ، جواندا، تریواندروم، واتایی، ویساکاپاتنام، ووهان تیانهه، زیامن گائوچی، یانگون، ادیسوسیپتو چارتر فصلی: ناها                                                                       |
| سیلک‌ایر operated for ایر تیمور             | پرزیدانت نیکولو لوباتو |
| سیلک‌ایر operated for سنگاپور ایرلاینز      | برونئی |
| سنگاپور ایرلاینز                           | آدلاید، سردار ولابهبهی پتل، اسخیپول آمستردام، اوکلند، بنگالورو، سووارنابومی، بارسلونا-ال پرات، پکن، بریزبن، برونئی، کانبرا، کیپ‌تاون، چنای، کرایست‌چرچ، باندرانیکی، کپنهاگ، ایندیرا گاندی، انگوراه رای، شاه‌جلال، دوبی، دوسلدورف، فرانکفورت، فوکوئوکا، بایون گوآنگجو، نوا به، هنگ کنگ، جرج بوش، تان سون نهات، آتاترک، سوئکارنو-هتا، اولیور تامبو، نتاجی سبهاش چندر بوس، کوالالامپور، هیترو لندن، لس‌آنجلس، ابراهیم نصیر، منچستر، نینوی آکوئینو، ملبورن، میلانو مالپنسا، دوموده‌دوو، چاتراپاتی شیواجی، مونیخ، چوبو سنترایر، جان اف کندی، کانزای، شارل دوگل پاریس، پرث، لئوناردو دا وینچی-فیومیچینو، سانفرانسیسکو، اینچئون، شانگهای پودنگ، استکهلم-آرلاندا، جواندا، سیدنی، تائویوان تایوان، هانه‌دا، ناریتا، ولینگتون، یانگون، زوریخ فصلی: نیو چیتوز                                                                                      |
| اسپرینگ ایرلاینز                           | شانگهای پودنگ |
| سریلانکان ایرلاینز                         | باندرانیکی |
| سوئیس اینترنشنال ایرلاینز                  | زوریخ |
| تای ایرآسیا                                | دن موئنگ، کرابی، پوکت |
| تای ایرویز اینترنشنال                      | سووارنابومی |
| Thai Lion Air                              | دن موئنگ |
| ترکیش ایرلاینز                             | آتاترک |
| یونایتد ایرلاینز                           | اوهر شیکاگو (پایان در ۲۹ اکتبر ۲۰۱۷)، هنگ کنگ (پایان در ۲۹ اکتبر ۲۰۱۷)، لس‌آنجلس (آغاز از ۲۹ اکتبر ۲۰۱۷)، سانفرانسیسکو |
| US-Bangla Airlines                         | شاه‌جلال |
| ازبکستان ایرویز                            | کوالالامپور، تاشکند |
| ویت‌جت ایر                                  | نوا به، تان سون نهات |
| ویتنام ایرلاینز                            | نوا به، تان سون نهات |
| وست ایر                                    | چنگچینگ ییانگبی، اورومچی دیووپو |
| ژیامن ایرلاینز                             | فوژو چنگل، هانگجو ژیاشان، زیامن گائوچی |

1. ↑  Garuda Indonesia operates non-stop flights from both Amsterdam and London Heathrow to Jakarta.

### باری
| شرکت‌های هواپیمایی                       | مقصدهای پروازی |
| --------------------------------------- | --- |
| AirBridgeCargo                          | هنگ کنگ، شرمتیوو، پنوم‌پن |
| ایر هنگ‌کنگ                              | هنگ کنگ |
| آل نیپون ایرویز                         | هنگ کنگ، ناها |
| آسیانا ایرلاینز                         | سووارنابومی، نوا به، پنانگ، اینچئون |
| ASL Airlines Belgium                    | لیژ، شانگهای پودنگ |
| Cardig Air                              | سلطان آجی محمد سلیمان، سوئکارنو-هتا |
| کارگولوکس                               | تد استیونز انکوریج، حیدر علی‌اف، اوهر شیکاگو، حمد، تان سون نهات، هنگ کنگ، کوالالامپور، لوگزامبورگ - فیندل |
| کاتای پاسیفیک                           | سووارنابومی، نوا به، هنگ کنگ، پنانگ |
| چاینا ایرلاینز                          | سووارنابومی، نینوی آکوئینو، پنانگ، تائویوان تایوان |
| چاینا کارگو ایرلاینز                    | سووارنابومی، چنگدو شوانگلیو، شانگهای پودنگ |
| دی‌اچ‌ال اوییشن اجرا توسط آئرولوگیک       | بنگالورو، لایپزیگ/هال |
| دی‌اچ‌ال اوییشن اجرا توسط پولار ایر کارگو | تد استیونز انکوریج، سینسیناتی/کنتاکی شمالی، هنگ کنگ، اینچئون |
| امارات اسکای‌کارگو                       | آل مکتوم، ملبورن، سیدنی |
| هواپیمایی اتحاد                         | ابوظبی، بریزبن، سیدنی |
| اوا ایر                                 | سووارنابومی، پنانگ، تائویوان تایوان |
| فدکس اکسپرس                             | تد استیونز انکوریج، بایون گوآنگجو، تان سون نهات، سوئکارنو-هتا، ممفیس، کانزای، پنانگ، شانگهای پودنگ، تائویوان تایوان، ناریتا |
| گارودا ایندونزیا                        | انگوراه رای، سوئکارنو-هتا، کوالا نامو، جواندا |
| هنگ کنگ ایرلاینز                        | هنگ کنگ |
| کورین ایر                               | نوا به، پنانگ، اینچئون |
| کی-مایل ایر                             | سووارنابومی |
| My Indo Airlines                        | سلطان آجی محمد سلیمان، حلیم پرداناکوسوما، جواندا |
| نپتون ایر                               | کوالالامپور |
| نیپون کارگو ایرلاینز                    | سووارنابومی، کانزای، ناریتا |
| سنگاپور ایرلاینز کارگو                  | آدلاید، اسخیپول آمستردام، اوکلند، بنگالورو، سووارنابومی، بروکسل، چنای، کویمباتور، اوهر شیکاگو، کپنهاگ، دالاس-فورت ورث، نوا به، هنگ کنگ، سوئکارنو-هتا، اولیور تامبو، هیترو لندن، لس‌آنجلس، کوالا نامو، ملبورن، چاتراپاتی شیواجی، جومو کنیاتا، نانجینگ لوکو، شارجه، سیدنی |
| سیلک وی ایرلاینز                        | حیدر علی‌اف، کوالالامپور |
| Transmile Air Services                  | کوالالامپور، لابوآن |
| تری-ام‌جی اینترا اژیا ایرلاینز           | سلطان آجی محمد سلیمان، سوئکارنو-هتا |
| ترکیش ایرلاینز                          | آتاترک، جناح |
| یوپی‌اس ایرلاینز                         | هنگ کنگ، شنژن بن، سیدنی، تائویوان تایوان |